# Castel Colonna
Castel Colonna este o comună din provincia Ancona, regiunea Marche, Italia, cu o populație de 1.072 de locuitori și o suprafață de 13,53 km².